# Canelles (Navata)
Canelles – miejscowość w Hiszpanii, w Katalonii, w prowincji Girona, w comarce Alt Empordà, w gminie Navata.
Według danych INE w 2020 roku liczyła 7 mieszkańców – 4 mężczyzn i 3 kobiety. 